# 三輪学 (俳優)
三輪 学（みわ まなぶ、1973年8月27日 - ）は、日本の元俳優、声優。埼玉県出身。劇団昴所属。

## 出演作品

### テレビアニメ
- 甲虫王者ムシキング 森の民の伝説

### 吹き替え
- 300 〈スリーハンドレッド〉
- スレッシュホールド〜The Last Plan〜
- ミッシング -サイキック捜査官-
- 黙示録2009 隕石群襲来

### オリジナルビデオ
- ヴィジュアル・バンディッツ 第1話「時の墓標」（2000年、バップ） - 副官 役

### 舞台
- 劇団昴公演
  - クリスマス・キャロル
  - スタア
  - ジュリアス・シーザー
- 誰
- コルトガバメンツ
- モリスの藍工房　いちご泥棒のうた
- ハーフライフ
- 山神
- いもづる
- だてうはゆっくりと砂をはむのだ
- 風待公園
  - 外部公演
- BENT（2016年7月9日 - 24日、世田谷パブリックシアター、他） - 親衛隊の中尉 役[1]